# 조나단 휘틀리
조나단 휘틀리(Jonathan Wheatley, 1967년 5월 7일)는 영국 모터스포츠 임원 겸 정비사. 2018년부터 휘틀리는 포뮬러 원에서 레드불 레이싱의 스포츠 디렉터로 재직하고 있으며, 이전에는 베네통과 르노의 수석 정비사로 근무했다.
휘틀리는 베네통1995~2023에서 8번의 월드 컨스트럭터 챔피언쉽 타이틀에 기여했다. 하나는 베네통 1995에서 정비사로, 다른 하나는 르노 2005에서 수석 정비사로, 네 개는 레드불2010~2013에서 팀 매니저로, 그리고 두 개는 레드불 2022~2023의 스포츠 디렉터로 활동했다.

## 경력

### 포뮬러 1

#### 베네통/르노 (1991–2006)
휘틀리는 1990년대 초반 베네통에서 주니어 정비사로 모터스포츠 경력을 시작했다. 2001년부터 2006년 레드불 레이싱에 합류하기 위해 떠난 후 엔스톤에 기반을 둔 팀에서 수석 정비사로 승진했다.
엔스톤에서 근무하는 동안 팀은 두 번의 월드 컨스트럭터 챔피언십 타이틀과 33개의 그랑프리를 획득했다.

#### 레드불 (2006–2024)
휘틀리는 레드불에서 팀이 FIA 스포츠 규정 내에서 운영되도록 보장하고 커뮤니케이션을 모니터링하는 역할을 맡았다. 또한 포뮬러 원에서 최고로 평가받는 레드불의 피트 크루를 감독하기도 했다.
레드불의 피트 크루는 2019 브라질 그랑프리에서 당시 가장 빠른 포뮬러 원 피트 스톱 기록을 경신했다. 이 기록은 막스 베르스타펜의 RB15를 단 1.82초 만에 달성하여 2019 독일 그랑프리에서 세운 이전 세계 기록인 1.88초를 경신했다. 이 기록은 2023 카타르 그랑프리까지 이어졌으며, 맥라렌에게 1.80초의 기록으로 갱신 되었다.
2024년 8월 1일, 레드불은 정원 가꾸기 휴가를 마치고 2024 시즌이 끝나면 휘틀리가 스포츠 디렉터로 떠나 아우디의 첫 번째 팀 대표로 합류한다고 발표했다.
밀턴 케인즈에서 근무하는 동안 레드불은 여섯 번의 세계 컨스트럭터 챔피언십 타이틀과 120개의 그랑프리를 획득했다.

#### 자우버/아우디 (2025–현재)
2024년 8월에 발표된 휘틀리는 2026년 아우디 캠페인을 앞두고 2025년 여름에 첫 번째 팀 교장으로 자우버에 합류할 것으로 예상되었다. 그러나 브라비가 2025년 1월 말에 퇴사를 발표한 후 휘틀리는 더 일찍 방출될 예정이며, 스즈카 그랑프리 직전인 4월 1일에 팀의 새로운 팀 교장 역할을 맡게 될 것으로 예상된다. 이 기간 동안 COO이자 CTO인 마티아 비노토는 호주 및 중국 그랑프리 기간 동안 팀의 임시 팀 교장으로 활동할 것으로 예상된다.